# Guillermo Cañedo White
Guillermo Cañedo White es un empresario mexicano que fue presidente del Club América y vicepresidente de la Concacaf. Es hijo de Guillermo Cañedo de la Bárcena, quien junto a Emilio Azcárraga Milmo encabezaron el proyecto deportivo que impulsó el crecimiento del fútbol mexicano en distintos aspectos.
Tanto Guillermo como su hermano José Antonio ocuparon varios de los cargos más altos de Televisa, pero a la muerte de Emilio Azcárraga Milmo en abril de 1997 se produjo una disputa interna por el poder, en la cual perdieron peso dentro de la estructura directiva de la empresa. Luego del regreso de Alejandro Burillo Azcárraga, vendieron su paquete accionario en noviembre de 1997. Trabajó para Adidas en cuestiones de Marketing Deportivo. En 2003 regresó a Televisa, siendo nombrado director adjunto de Televisa Internacional con sede en Miami y Nueva York. En 2004 fue nombrado presidente del Club América, cargo al que renunció en 2008 ante la mala racha que vivía el equipo, siendo sustituido por Michel Bauer. Fue nombrado en 2007 vicepresidente la Zona Sur de la Confederación de Fútbol, cargo que ocupó hasta 2011 en que lo substituyó Justino Compeán.